# Chevalier-Montrachet

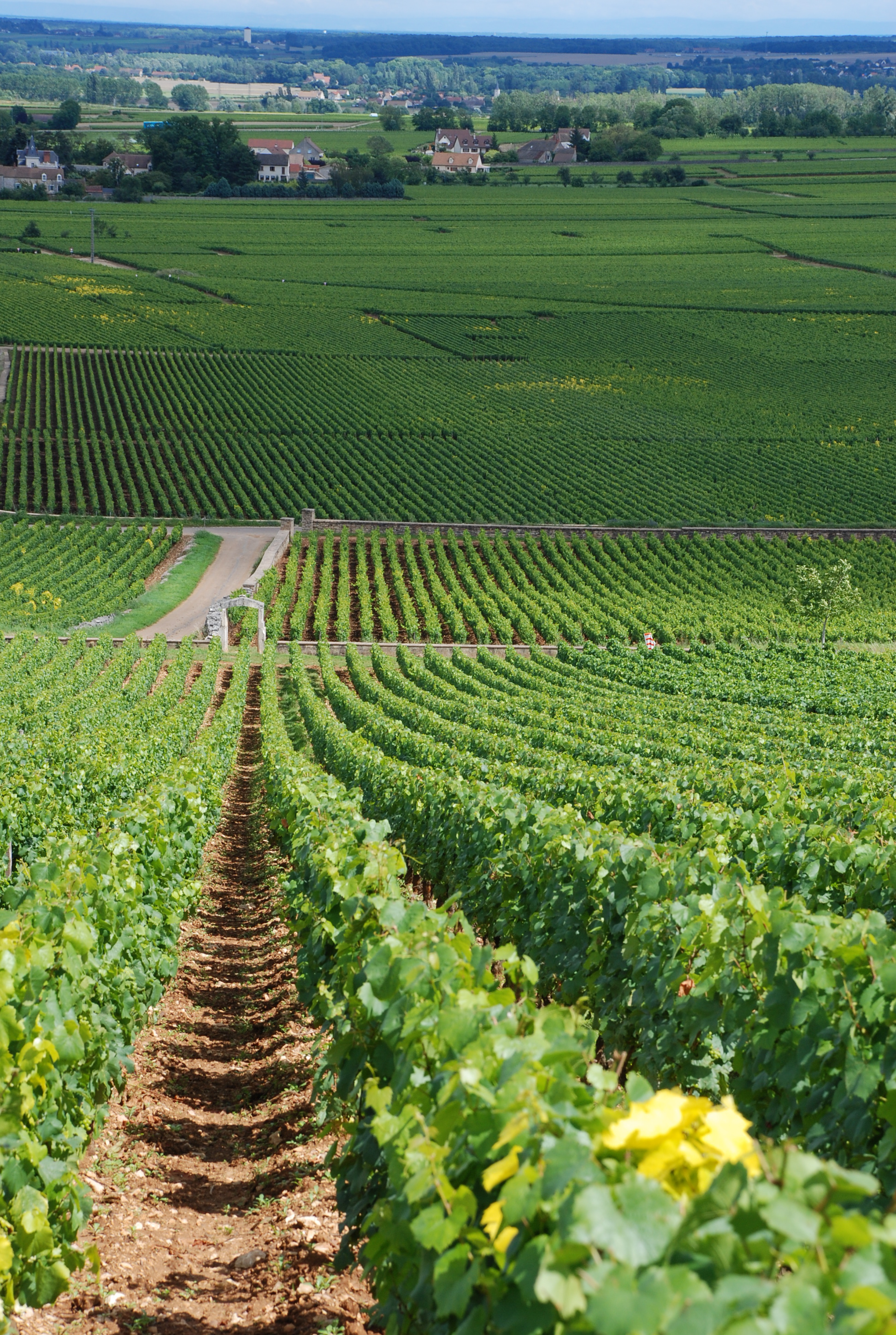
Blick aus der oben im Hang gelegenen Grand Cru Lage Chevalier-Montrachet auf den umfriedeten Montrachet sowie weiter tiefer auf die Lage Batard-Montrachet. Im Bildhintergrund erkennt man einige Häuser der Gemeinde Puligny-Montrachet.

Chevalier-Montrachet ist eine als Grand Cru eingestufte Weinlage an der Côte d’Or im französischen Burgund. Sie liegt in der Gemeinde Puligny-Montrachet in der Côte de Beaune. Die Lage Chevalier-Montrachet besitzt seit dem 31. Juli 1937 eine eigene Appellation und zählt mit einer Größe von 7,47 ha zu den kleineren Appellation Frankreichs. Erzeugt wird ausschließlich Weißwein. Chevalier-Montrachet ist von den insgesamt 5 Montrachet-Lagen die am höchsten im Hang gelegene und genießt zusammen mit dem Montrachet den besten Ruf. Unterhalb grenzt die Grand Cru Montrachet sowie die Premier Cru Lage Les Caillerets an. Im Süden, jedoch bereits auf dem Gebiet der Gemeinde Chassagne-Montrachet schließt die Premier Cru Lage En Remilly an.

## Klima und Geologie
Die Weinlage Chevalier-Montrachet befindet sich auf einem über 10 Prozent steilen Hang in 265 – 300 m Höhe über dem Meeresspiegel. Von Spätfrösten bleibt die Lage meist verschont. Das Klima wird dem burgundischen Übergangsklima zugerechnet, bei dem kontinentale über maritime Einflüsse überwiegen. Der Chardonnay gedeiht in südöstlicher Ausrichtung hervorragend.
Für die nördlich gelegene Stadt Dijon (316 m), galten zwischen 1961 und 1990 folgende Daten:
| Monat                                                               | Jan  | Feb  | Mär  | Apr  | Mai  | Jun  | Jul  | Aug  | Sep  | Okt  | Nov  | Dez  | Jahr  |
| ------------------------------------------------------------------- | ---- | ---- | ---- | ---- | ---- | ---- | ---- | ---- | ---- | ---- | ---- | ---- | ----- |
| Mittlere minimale Temperaturen °C                                   | −1   | 0,1  | 2,2  | 5    | 8,7  | 12   | 14,1 | 13,7 | 10,9 | 7,2  | 2,5  | −0,2 | 6,3   |
| Mittlere Temperaturen °C                                            | 1,6  | 3,6  | 6,5  | 9,8  | 13,7 | 17,2 | 19,7 | 19,1 | 16,1 | 11,3 | 5,6  | 2,3  | 10,5  |
| Mittlere maximale Temperaturen °C                                   | 4,2  | 7    | 10,8 | 14,7 | 18,7 | 22,4 | 25,3 | 24,5 | 21,3 | 15,5 | 8,6  | 4,8  | 14,8  |
| Mittlere monatliche Niederschlagsmenge (mm)                         | 49,2 | 52,5 | 52,8 | 52,2 | 86,3 | 62,4 | 51   | 65,4 | 66,6 | 57,6 | 64,2 | 62   | 732,2 |
| Quelle: Archives climatologiques mensuelles - für Dijon (1961–1990) |      |      |      |      |      |      |      |      |      |      |      |      |       |

Im Jahr 2008 wurden folgende Daten erhoben:
| Monat                                                             | Jan | Feb | Mär | Apr | Mai  | Jun  | Jul  | Aug  | Sep  | Okt  | Nov | Dez | Jahr |
| ----------------------------------------------------------------- | --- | --- | --- | --- | ---- | ---- | ---- | ---- | ---- | ---- | --- | --- | ---- |
| Mittlere Temperaturen °C                                          | 3,8 | 4,7 | 6,3 | 9,1 | 15,8 | 17,8 | 19,9 | 18,6 | 13,8 | 10,3 | 6,4 | 2,1 | 10,7 |
| Quelle: Mittlere Temperaturen am Messpunkt von Dijon im Jahr 2008 |     |     |     |     |      |      |      |      |      |      |     |     |      |

Der Boden des Montrachet besteht im unteren Bereich aus einer dünnen Auflage aus braunem Kalkstein-Verwitterungsschutt und geht weiter oben im Hang in Rendzina über. Die Reben müssen ihre Wurzeln in den Sockel aus dem Erdzeitalter des Bathonium treiben.

## Wein

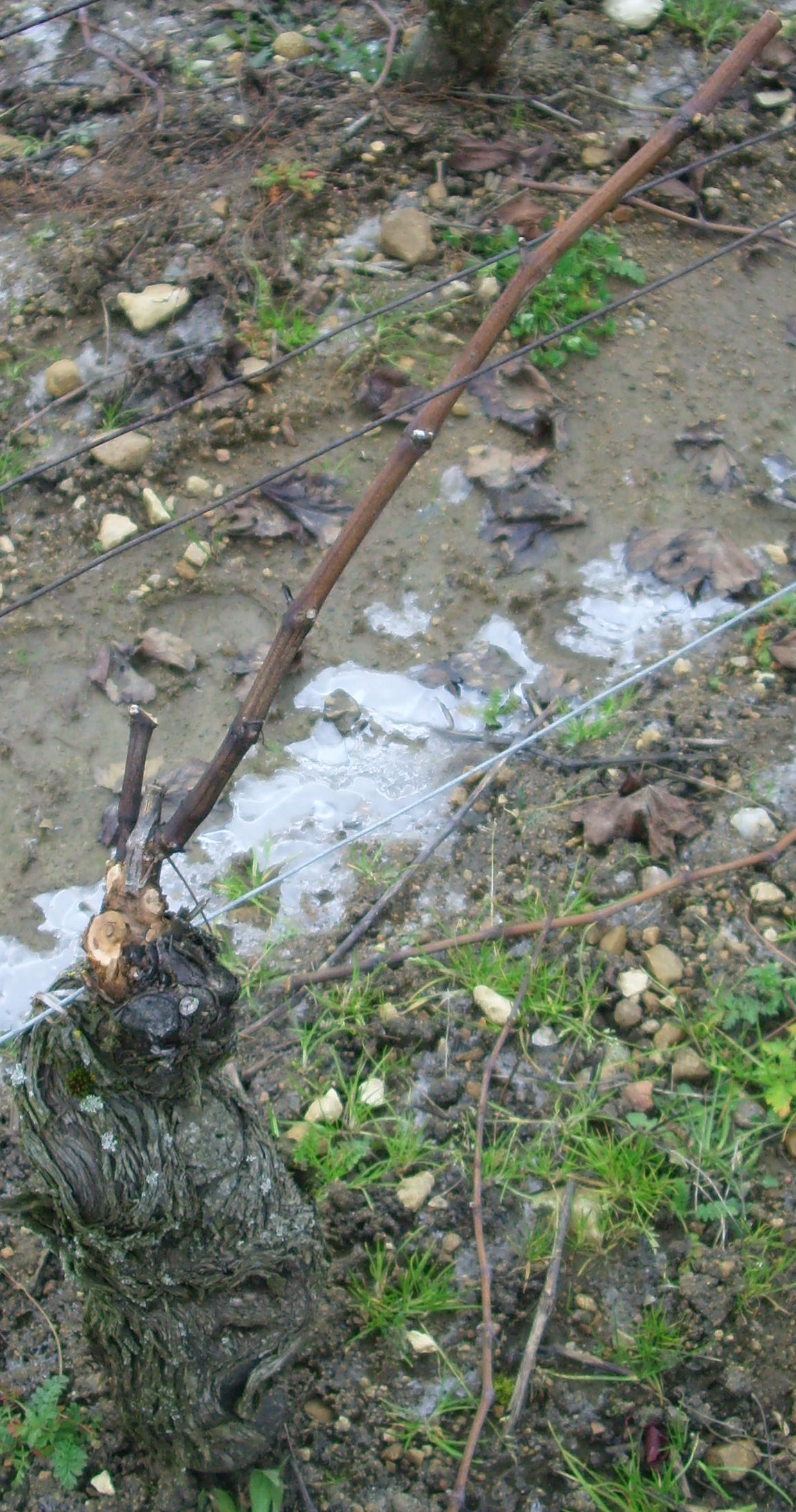
Als Reberziehung wird die in Frankreich méthode Guyot genannte Flachbogenerziehung vorgeschrieben.

Die Weißweine der Grand Cru Lage werden aus der Rebsorte Chardonnay gekeltert. Der natürliche Alkoholgehalt muss bei den Weißweinen mindestens 12 Vol.-% betragen, Chaptalisation ist – wie überall im Burgund – erlaubt. Das Mindest-Mostgewicht liegt bei 187 g/l. Der Basisertrag beträgt 40 Hektoliter je Hektar, dieser darf maximal um 20 % überschritten werden.

## Produktionsmenge
Im Jahr 2008 wurden insgesamt 7,47 ha unter dem Namen Chevalier-Montrachet deklariert. Insgesamt 311 Hektoliter Weißwein wurden erzeugt. Dies entspricht ungefähr 41.000 Flaschen.

## Montrachet sowie seine Nachbarlagen
Drei andere Grand Cru Lagen verteilen sich rund um den Montrachet und teilen sich den prestigeträchtigen Namen.
| Grand Cru                    | Position | Rebfläche (2007) | Durchschnittliche Menge (2003–2007) |
| ---------------------------- | -------- | ---------------- | ----------------------------------- |
| Montrachet                   | Mittig   | 7,99             | 310 hl                              |
| Bâtard-Montrachet            | Osten    | 11,09            | 502 hl                              |
| Chevalier-Montrachet         | Westen   | 7,08             | 305 hl                              |
| Bienvenues-Bâtard-Montrachet | Nordost  | 3,70             | 163 hl                              |
| Criots-Bâtard-Montrachet     | Süd      | 1,57             | 73 hl                               |

## Hersteller und Besitzer
Im Gegensatz zum Bordeaux sind die Rebflächen durch Anwendung der Erbfolge sehr kleingliedrig. Größter Eigner mit 2,06 ha war im Jahr 2008 Bouchard Père et Fils (2,54 ha). Es folgten die Domaine Leflaive (1,99 ha), Louis Jadot (0,52 ha), Louis Latour (0,52 ha), Jean Chartron (0,4675 ha im sogenannten Clos des Chevaliers), Château de Puligny-Montrachet (0,25 ha), Michel Colin-Deléger (0,16 ha), Vincent Girardin (0,16 ha), Domaine Jacques Prieur (0,14 ha), Fontaine-Gagnard (0,09 ha), Jean-Marc Blain-Gagnard (0,08 ha) und Vincent Dancer (0,10 ha).